# Brücke (Hückeswagen)
Brücke ist ein Ortsteil von Hückeswagen im Oberbergischen Kreis im Regierungsbezirk Köln in Nordrhein-Westfalen (Deutschland).

## Lage und Beschreibung
Brücke liegt nahe dem Hückeswagener Hauptort nördlich des Zentrums an der Wupper. Weitere Nachbarorte sind Schnabelsmühle, Fuhr, Aue, Bergerhof, Frohnhausen und Pixberg. Der Ort liegt an der Kreisstraße K 11 zwischen dem Hauptort und Pixberg, der Frohnhauser Bach mündet hier in die Wupper-Vorsperre der Wuppertalsperre.
Brücke entstand aus dem expandieren Stadtzentrum, das an dieser Stelle die Wupper überschritt. Namensgebend für den Ort ist die Wupperbrücke, deren Vorläufer bereits im Mittelalter an dieser Stelle errichtet wurde. Die Wupper-Vorsperre hat hier ihre Stauwurzel. Zu beiden Seiten der Wupper befindet sich eine dauerhafte künstlerische Installation, die von ortsansässigen Metallbaufirmen gestiftet wurde.

## Geschichte

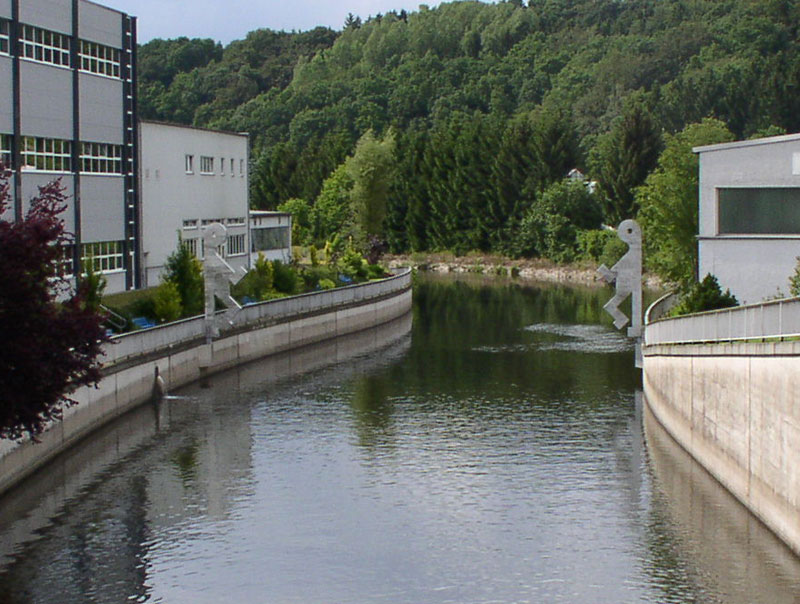
Kunstwerk an der Wupper

1481 wurde der Ort das erste Mal in den Spendenlisten für den Marienaltar der Hückeswagener Kirche urkundlich erwähnt. Die Schreibweise der Erstnennung war Brüggen. In der Karte Topographia Ducatus Montani aus dem Jahre 1715 ist die Brücke eingezeichnet und zeigt den dazugehörigen Hof unter dem Namen Brücke. Der Ort lag an dem Teilabschnitt Hückeswagen–Radevormwald einer mittelalterlichen Heer-, Handels- und Pilgerstraße, der heutigen Straße Buschweg.
Im 18. Jahrhundert gehörte der Ort zum bergischen Amt Bornefeld-Hückeswagen. 1815/16 lebten 53 Einwohner im Ort. 1832 gehörte Brücke der Berghauser Honschaft an, die ein Teil der Hückeswagener Außenbürgerschaft innerhalb der Bürgermeisterei Hückeswagen war. Der laut der Statistik und Topographie des Regierungsbezirks Düsseldorf als Kaufmannshaus kategorisierte Ort besaß zu dieser Zeit acht Wohnhäuser und acht landwirtschaftliche Gebäude. Zu dieser Zeit lebten 61 Einwohner im Ort, 47 katholischen und 14 evangelischen Glaubens.
Im Gemeindelexikon für die Provinz Rheinland werden für 1885 16 Wohnhäuser mit 160 Einwohnern angegeben. Der Ort gehörte zu dieser Zeit zur Landgemeinde Neuhückeswagen innerhalb des Kreises Lennep.

## Wander- und Radwege
Folgende Wanderwege führen durch den Ort oder an ihm vorbei:
- der Bezirkswanderweg ◇6 (Wupperweg) des SGV-Bezirks Bergisches Land
- die Straße der Arbeit des SGV-Bezirks Bergisches Land
- der Ortswanderweg △ von Elberhausen zum Goldenbergshammer
- der Ortswanderweg ▲ vom Radevormwalder Zentrum nach Purd
- der Ortswanderweg ━ von Purd zur Wiebach-Vorsperre
- der Ortswanderweg ■ von Kräwinklerbrücke zum Hückeswagener Zentrum
- die Ortsrundwanderwege A1, A2 und A3 (Frohnhauser Bachtal)